# Quintus Vettidius Bassus
Quintus Vettidius Bassus war ein im 1. Jahrhundert n. Chr. lebender Angehöriger des römischen Ritterstandes (Eques).
Durch ein Militärdiplom und durch eine Inschrift ist belegt, dass Bassus im Jahr 88 Statthalter (Procurator) der Provinz Thracia war.